# Ștefan Haukler
Ștefan Haukler (ur. 9 marca 1942 w Satu Mare, zm. 23 listopada 2006 w Budapeszcie) – rumuński szermierz, dwukrotny medalista mistrzostw świata.
Podczas mistrzostw świata w Hawanie w 1969 roku Rumuni w składzie: Ion Drîmbă, Mihai Țiu, Ștefan Haukler, Iuliu Falb i Ștefan Ardeleanu zdobyli brązowy medal w zawodach drużynowych. W tej samej konkurencji Haukler zdobył również brązowy medal na mistrzostwach świata w Ankarze rok później.
Na igrzyskach olimpijskich w Tokio w 1964 roku w turnieju indywidualnym florecistów dotarł do ćwierćfinałów, a w zawodach drużynowych zajął szóste miejsce. Startował też w szpadzie indywidualnej, w której odpadł w ćwierćfinałach. Na rozgrywanych cztery lata później igrzyskach olimpijskich w Meksyku we florecie drużynowym zajął czwarte miejsce. W szpadzie indywidualnej odpadł w rundzie eliminacyjnej. Brał też udział w igrzyskach olimpijskich w Monachium w 1971 roku, gdzie we florecie indywidualnym dotarł do ćwierćfinałów, drużynowo odpadł w półfinałach.
Po zakończeniu kariery został trenerem, następnie zamieszkał w Niemczech. Prowadził między innymi żeńską reprezentację Rumunii w latach 1980-1986.